# Trialeurodes merlini
Trialeurodes merlini là một loài côn trùng cánh nửa trong họ Aleyrodidae, phân họ Aleyrodinae.
Trialeurodes merlini được Bemis miêu tả khoa học đầu tiên năm 1904.